# حاتم صابر
العقيد حاتم عبد الفتاح صابر أو القائد المجهول هو خبير عسكري واستراتيجي مصري في مجال الإرهاب الدولي، وحائز على نوط الواجب العسكري من الطبقة الأولي، ومُحاضِر أكاديمي بأكاديمة ناصر للعلوم العسكرية العليا في «مجال الإرهاب الدولي وفن التفاوض مع الإرهابيين»،
عُرف بمشاركته مع القوات الخاصة المصرية في تأمين المتظاهرين بميدان التحرير خلال ثورة 25 يناير، وقام الناس بتصويره هو والقوات (التي كانت مُلثّمة، كأية قوات خاصة في العالم) أثناء تواجدهم في الشارع، ورفعوا تلك الصور على مواقع التواصل الاجتماعي، ومن حينها أُطلِق عليه لقب «القائد المجهول». وتم السماح بكشف شخصيته وصورته بعد أن تقاعد عن الأعمال العسكرية، في يوليو 2013؛ نتيجة لإصاباته المتعددة بسبب تدريبات القوات الخاصة.

## شهادات وفِرَق حصل عليها
1. بكالوريوس العلوم العسكرية من الكلية الحربية، تخصص: مشاة، وصاعقة، الدفعة 86 عام 1992.[6]
2. فرقة الصاعقة الراقية، بامتياز.[6]
3. فرقة القفز المظلي، بامتياز.[6]
4. فرقة الضفادع البشرية، بامتياز.[6]
5. فرقة مقاومة الإرهاب الدولي، بامتياز «مركز أول».[6]
6. بعثة تسلق الجبال في إيطاليا، بامتياز والمركز الأول على الطلبة الأجانب (من الأرجنتين، وفرنسا، وإسبانيا).[6]
7. فرقة المخابرات، بتقدير امتياز.[6]
8. فرقة التفاوض مع الإرهابيين، بتقدير امتياز.[6]
9. فرقة التأمين وحماية الشخصيات الهامة، بامتياز.[6]

## مناصب سابقة
1. رئيس هيئة عمليات الوحدة 777 والوحدة 999.[2][3][6][7]
2. ضابط بالمخابرات الحربية والاستطلاع.[2][3][6]
3. المشرف على فرقة مقاومة الإرهاب الدولي بالقوات الخاصة المصرية.[2][3][6]
4. مدرب جميع أنواع فنون القتال المتلاحم بالقوات الخاصة المصرية.[2][3]

## آراء
يرى أن جماعة الإخوان المسلمين هم أدوات المشروع الأمريكي في المنطقة، وأن «مظاهرات 30 يونيو 2013 في مصر» قد أوقفت هذا المشروع، رغم دفاع الولايات المتحدة عن نظام الإخوان ومرسي أثناء الأحداث وبعدها. كما قال أنه خلال فترة تولي الإخوان حكم مصر، وصل عدد الإرهابيين في سيناء إلي 3000، تركّز أغلبهم في منطقة جبل الحلال بوسط سيناء، التي تمّ تهريب «كميات رهيبة» من الأسلحة إليها؛ فتحولت إلى «ثكنة عسكرية». وكان حاتم صابر من ضمن المستعدين لتنفيذ عملية تحرير 6 جنود شرطة وجندى جيش سبق اختطافهم في سيناء، إلا أنه أكّد أن الرئيس المعزول محمد مرسي صرّح بوجوب المحافظة على حياة الخاطفين قبل المخطوفين، وهو ما رآه صابر أمراً لم يحدث في التاريخ وكأن للخاطفين علاقة مع النظام.
وقال أن المخابرات العامة المصرية لعبت دوراً في فضح تجسس الولايات المتحدة على دول الاتحاد الأوروبي، وأن الجيش المصري تمكّن من إسقاط طائرة أمريكية بدون طيار على الحدود الغربية مع ليبيا.
وبخصوص زيارة وزيري الخارجية والدفاع الروسيين لمصر، أكد أن موقف الولايات المتحدة العسكري تجاه مصر سيتغير بعد الزيارة، كما أكد أن روسيا تريد مساعدة مصر عسكرياً واقتصادياً حفاظاً على مصالحها بالشرق الأوسط، نافياً ما تردد عن إقامة روسيا لقاعدة عسكرية لها في مصر على غرار قاعدة ميناء طرطوس السوري. وفي الشأن نفسه، قال أنه يُحتمَل وجود صفقة صواريخ «كورنيت» (القادرة على التصدي للدبابة الإسرائيلية «ميركافا»)، وبعض صواريخ الدفاع الجوي، وطائرات الـ«سوخوي 37» الروسية، بين البلدين.
وعقب اغتيال المقدم محمد مبروك، مسئول ملف الإخوان بالأمن الوطني المصري، اتّهم صابر تنظيم الإخوان المسلمين باختراق الأجهزة الأمنية المصرية، عقب اقتحام مقار جهاز مباحث أمن الدولة في مارس 2011. كما اتّهم حركة حماس بالارتباط بتنظيمات إرهابية وتيارات إسلامية في مصر، خصوصاً بواسطة عناصر قال أن الرئيس المعزول محمد مرسي قام بتوطينها في سيناء.

## جوائز حصل عليها
1. نوط الواجب العسكري من الطبقة الأولى.[2][3][4][6]
2. ميدالية 25 يناير من الرئيس عدلي منصور.[4][6]